# Idaea micropterata
Idaea micropterata är en fjärilsart som beskrevs av George Duryea Hulst 1900. Idaea micropterata ingår i släktet Idaea och familjen mätare. Inga underarter finns listade i Catalogue of Life.